# Robert Cahen
Robert Cahen (Valença, 1945) és un artista francès.

## Biografia
Després dels estudis de composició en música concreta al Service de la Recherche Musicale de l'ORTF (amb, entre altres Michel Chion), titulat del Conservatori Nacional Superior de Música de París (classe de Pierre Schaeffer) el 1971, esdevé compositor del Groupe de Recherches Musicales de l'ORTF i continua experimentant i creant en l'àmbit del so però també de la imatge. Des de 1970, s'orienta cap el vídeo, on aplica les experimentacions tècniques i lingüístiques de la música concreta.
Les creacions de Robert Cahen són reconeixibles per com utilitza la càmera lenta, per la manera en què explora el so en relació amb la imatge per tal de construir el seu univers poètic. Multiplica els efectes de desplaçament, d'alteració del moviment, de retracció i dilatació del temps -procediments que li permeten d'explorar la metàfora de passatge, la memòria d'imatges que apareixen i desapareixen, d'interrogar el temps que passa.

## Obra
El 1970 començà a realitzar curtmetratges cinematogràfics i a endinsar-se progressivament en el mitjà aleshores ben nou del vídeo, amb un utillatge electrònic que li permetia d'organitzar i processar les imatges d'una manera semblant al que havia après a fer amb els objectes sonors i els procediments electroacústics. La relació amb el medi televisiu es prolongaria força temps, i bona part de la producció de Cahen té aquest origen i aquesta implicació.
D'ençà que, a la meitat dels vuitanta, l'obra de Cahen va començar a tenir repercussió internacional, la seva agenda s'ha omplert de desplaçaments. El viatge ha esdevingut un motiu recurrent, l'assumpte mateix de moltes de les seves peces, i gairebé un gènere adoptat com a propi. En superposició, en tot cas, amb les nocions de passatge, paisatge, retrat, temps en suspens.
Són viatges d'anada i tornada, també figuradament, que abasten tots els extrems de l'esfera terràqüia. No tant com a representacions iconogràfiques, com per anar més enllà de les aparences i explorar els llindars de les imatges, els sons i els silencis del món, i de tothom que l'habita i hi transita. Com una invitació al viatge que, prenent unes paraules seves, també ho seria per “les emocions profundes, belles però terribles, que fonamenten l'existència”.